# الحسن بن سعيد المطوعي
أبو العباس الحسن بن سعيد بن جعفر بن الفضل بن شاذان المطوعي البصري  أحد قراء القرآن، ومن أصحاب القراءات.

## سيرته
ذكره الذهبي ضمن علماء الطبقة الثامنة من حفاظ القرآن، كما ذكره ابن الجزري ضمن علماء القراءات. ولد في حدود سنة سبعين ومائتين، وما إن اشتد عوده حتى حفظ القرآن الكريم وجاب الأقطار ولقي العلماء وأخذ عنهم. قال أبو الفضل الخزاعي قلت للمطوعي: «في أي سنة قرأت على إدريس الحداد، فقال: في السنة التي رحلت فيها إلى الري سنة اثنتين وتسعين ومائتين». رحل في طلب العلم إلى أصبهان، يقول أبو نعيم الحافظ: «قدم الحسن بن سعيد أصبهان سنة خمس وخمسين وثلاثمائة وكان رأسا في القرآن وحفظه»، تتلمذ في أصبهان على عدد كبير من خيرة العلماء ومنهم: إدريس بن عبد الكريم، ومحمد بن عبد الرحيم الأصبهاني، وأحمد بن الحسين الحريري، ومحمد بن أبي مخلد الأنصاري، ويوسف بن يعقوب الواسطي، وأحمد بن سهل الأشناني، والحسن بن حبيب الدمشقي، ومحمد بن علي الخطيب، ومحمد بن يعقوب المعدل، وأبو بكر بن شنبوذ، وأحمد بن موسى بن مجاهد، وغيرهم.
قام المطوعي بتعليم القرآن وحروفه، ومن الذين أخذوا عنه القراءة القرآنية: أبو الفضل محمد بن جعفر الخزاعي، وأبو الحسين علي بن محمد الخباز، وأبو بكر محمد بن عمر النهاوندي، وأبو علي محمد بن عبد الرحمن بن جعفر، ومحمد بن الحسن الحارثي، والمظفر بن أحمد بن إبراهيم، وأبو زرعة أحمد بن محمد الخطيب، وعلي بن جعفر السعيدي، وغيرهم.

## فضله
- يقول الذهبي: «كان أبو العباس المطوعي أحد من عني بهذا الفن  أي في القراءات وعلوم القرآن وتبحّر فيه ولقي الكبار وأكثر الرحلة في الأقطار».
- وقال أيضا: «وجمع وصنف وعمر دهرا طويلا وانتهى إليه علو الإسناد في القراءات».
- قال ابن الجزري: «هو إمام عارف ثقة في القراءات، أثنى عليه الحافظ أبو العلاء الهمذان، ووثقه».
- وقال أيضا: «انتهى إلى أبي العباس المطوعي علو الإسناد في القراءات».

## مؤلفاته
- كتاب معرفة اللامات وتفسيرها.

## وفاته
توفي المطوعي سنة 371 هـ.